# Findhorn Ecovillage

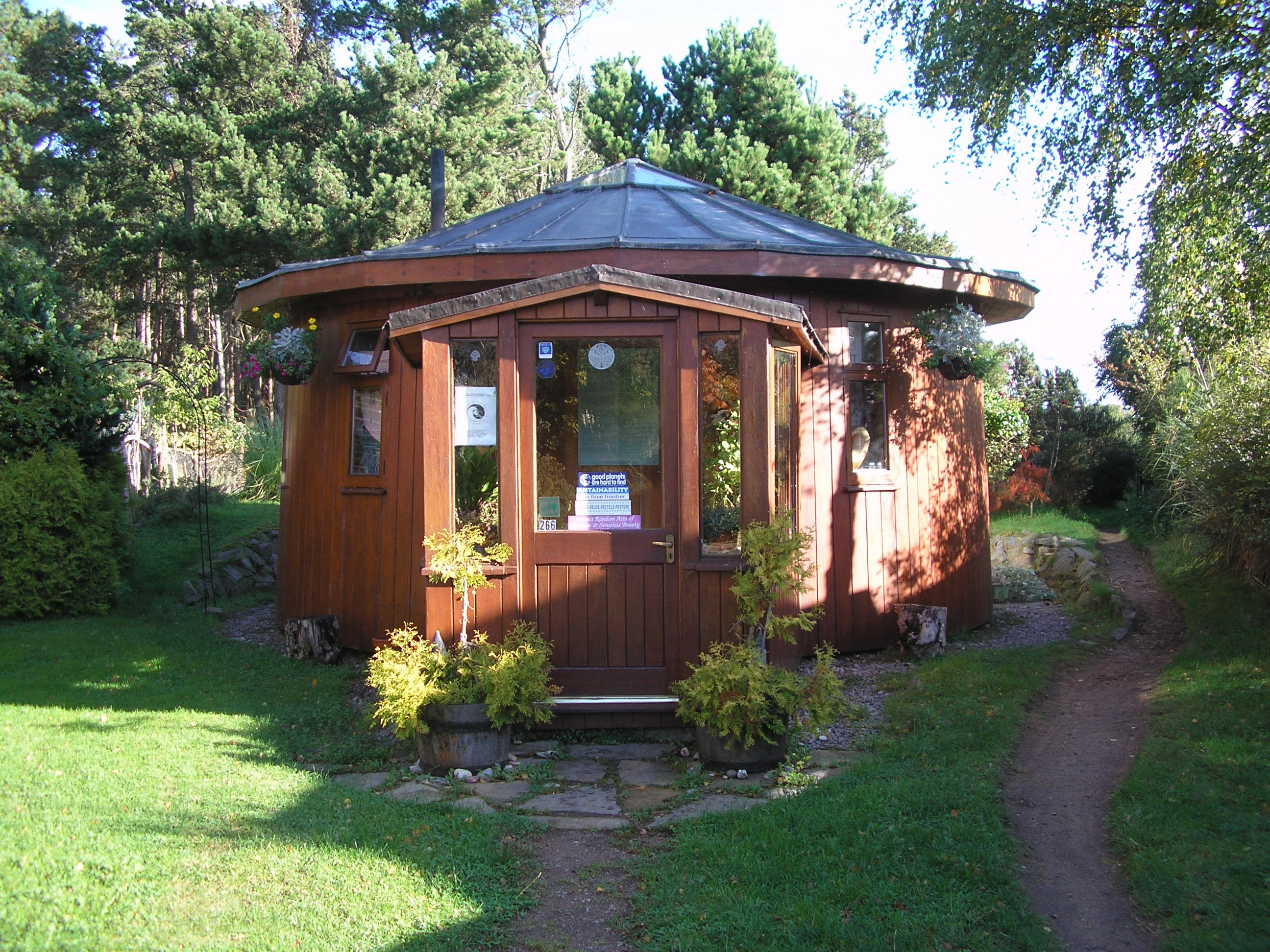
Maison de Findhorn.

Findhorn Ecovillage est un écovillage basé en Moray, Écosse, tout près du village de Findhorn. Le projet a pour objectifs principaux la mise en application des idées du développement durable sur ses trois plans : environnemental, social et économique. Les travaux, commencés au début des années 1980 sous les auspices de la Fondation Findhorn, ont permis l'aboutissement d'une large palette d'organisations et d'activités. De nombreuses technologies écologiques sont utilisées et le projet a gagné plusieurs récompenses comme le "UN-Habitat Best Practice Designation" en 1998. Une étude indépendante récente a conclu que les résidents ont la plus faible empreinte écologique de tous les foyers de peuplement du monde industrialisé. Bien que le projet ait attiré certaines controverses, notamment en rapport avec l'origine spirituelle de la communauté, la croissante préoccupation pour les questions environnementales, comme le réchauffement climatique, a conduit à une acceptation générale de cette philosophie écologique.

## Exemples d'éco-projets
Les Écovillages s'appuient généralement sur une grande variété d'approches pour réduire leur empreinte écologique. Certaines des plus importantes utilisées à Findhorn sont listées ici mais il est important de garder à l'esprit que, dans une situation donnée, le facteur le plus important est l'attitude des habitants plutôt que les technologies elles-mêmes.

### Production d'aliments biologiques
Un des facteurs les plus importants pour réduire l'empreinte écologique de l'écovillage est sa production et sa consommation alimentaire. Diverses petites exploitations associées à l'écovillage contribuent à une agriculture qui fournit des produits biologiques pour la région, dont certains sont cultivés en utilisant la permaculture,.